# Procédure de débat public
En France, la procédure de débat public est prévue par la loi no 95-101 du 2 février 1995 relative au renforcement de la protection de l'environnement.  
Une procédure un peu différente a été prévue par la loi n° 2011-814 du 7 juillet 2011 relative à la bioéthique.

## Historique
La loi L.95-101 du 2 février 1995, relative à la protection de l’environnement, dite loi Barnier, introduit en France la procédure du débat public et crée une instance chargée de la mise en œuvre de ces débats, la Commission nationale du Débat public. Elle prévoit l’association et la participation du public à « l’élaboration des projets d’aménagement ou d’équipement ayant une incidence importante sur l’environnement ou sur l’aménagement du territoire. »
La Loi du 27 février 2002 relative à la démocratie de proximité, dite loi Vaillant, transforme la CNDP en autorité administrative indépendante et élargit son champ d'action.

## Principes du débat public
Le débat public porte sur l’opportunité, les caractéristiques et les objectifs d’un projet.
Le débat public doit permettre : 
- d'informer le public sur l’opportunité, les caractéristiques et objectifs du projet ;
- d'assurer l’expression la plus large possible du public à l’aide de différents supports ;
- d'éclairer le maître d’ouvrage par de nouveaux éléments d’appréciations.

## Modalités d’organisation du débat public

### Saisine de la CNDP
La Commission nationale du Débat public est saisie par le maitre d’ouvrage (collectivités, entreprises et établissements publics) ou la personne publique responsable du projet, qui lui adresse un dossier présentant les objectifs et les principales caractéristiques du projet.
LA CNDP dispose ensuite de deux mois pour statuer sur l’opportunité d’organiser un débat public.
Lorsque le coût d’un projet est supérieur à 300 millions d’euros, la saisine est automatique.
Dans le cas où la CNDP décide qu’un débat public n’est pas nécessaire, elle peut recommander au maitre d’ouvrage l’organisation d’une concertation. 
La majorité des cas de saisines de la CNDP concerne : 
- Les équipements industriels  à l’exemple du projet de terminal méthanier à Antifer (2007)
- Les infrastructures portuaires à l’exemple du projet de port autonome de Rouen (2007)
- Les infrastructures de transports à l’exemple des deux débats publics Arc Express et Réseau de Transport Public du Grand Paris (2010-2011), du débat relatif au prolongement du RER E (2010), du débat sur le projet Charles de Gaulle Express (2003), etc.

### Déroulement d’un débat public sous l’égide de la CNDP
La CNDP peut également décider l’organisation d’un débat public confié au maître d’ouvrage
Une Commission particulière du Débat public (une « CPDP » de 3 à 7 membres) est nommée par la CNDP. 
Le maitre d’ouvrage dispose alors de six mois pour réaliser le dossier à soumettre au débat.
Après validation du dossier du maitre d’ouvrage, le débat a lieu pendant 4 mois. Cette durée peut être prolongée de deux mois par une décision de la CNDP.
Après la clôture du débat public et dans un délai de deux mois, la CPDP rédige un compte rendu du débat public et la CNDP un bilan du débat public en rendant compte de l'ensemble des points de vue exprimés. 
Trois mois après la publication du bilan et du compte rendu, le maitre d’ouvrage annonce son intention quant à la poursuite du projet et doit justifier sa décision.  
Le débat public est financé par le maître d’ouvrage ou la personne publique responsable du projet.

### Les moyens de participation du public
- Les réunions publiques : un temps d’échange suit la présentation du maitre d’ouvrage durant lequel le public peut questionner le maitre d’ouvrage et donner son avis sur le projet.
- Les ateliers de travail : ceux-ci ont vocation à éclairer les aspects techniques du projet. Un temps d’échange est prévu entre le maitre d’ouvrage et le public.
- Les cahiers d’acteurs : ce sont des argumentaires présentant les positions des parties prenantes du débat. Les cahiers d’acteurs peuvent être présentés en réunions publiques et sont disponibles sur le site du débat.
- Les contributions : chacun peut rédiger une contribution. Celles-ci sont ensuite consultables sur le site internet du débat et au siège de la CPDP.
- Le site internet du débat : il est possible d’y déposer un avis sur le projet, de poser une question aux maîtres d'ouvrage ou à la CPDP, de consulter le calendrier du débat, de consulter les documents du débat (cahiers d’acteurs, contributions, comptes rendus de réunions publics, et journal ou lettre du débat)
- Le débat mobile : la CPDP et les maîtres d'ouvrage partent à la rencontre des publics sur leurs lieux de vie : stands itinérants sur les marchés, dans les lycées, gares, centres commerciaux.... Les habitants peuvent au cours du débat mobile exprimer leur avis sur le projet et poser des questions.

### Vers l’extension de la procédure de débat public?
Un projet de décret relatif aux projets susceptibles de faire l’objet d’un débat public propose l’extension de la liste des projets devant faire l’objet d’une saisine de la Commission nationale du Débat public.
Les installations de traitement des déchets, les installations de stockage souterrain de CO2 et les installations de production d’électricité sont directement concernées.

## Cas de la bioéthique
Dans le cas de la bioéthique, le débat public est organisé par le Comité consultatif national d'éthique, sous forme d'états généraux, qui mettent en place des conférences de citoyens formés en quelques jours par des experts.

## Difficultés
La mise en place de débats publics rencontre encore des difficultés en France, comme on l'a constaté pour le débat sur les nanotechnologies organisé en 2009-2010 par la Commission nationale du débat public, qui a tourné court, pour le débat public autour de l'aéroport Notre-Dame des Landes.